# Зуев, Геннадий Яковлевич
Геннадий Яковлевич Зуев — советский хозяйственный, государственный и политический деятель, Герой Социалистического Труда.

## Биография
Родился в 1929 году в Мариуполе. Член КПСС.
С 1945 года — на хозяйственной, общественной и политической работе. В 1945—1989 гг. — токарь на металлургическом заводе имени Ильича в городе Мариуполе, токарь Ждановского завода тяжёлого машиностроения имени 50-летия Великой Октябрьской социалистической революции Министерства тяжёлого, энергетического и транспортного машиностроения СССР, мастер производственного обучения в профтехучилище в Донецкой области Украинской ССР.
Указом Президиума Верховного Совета СССР от 29 августа 1969 года за выдающиеся заслуги при выполнении специального задания присвоено звание Героя Социалистического Труда с вручением ордена Ленина и золотой медали «Серп и Молот».
Делегат XXV съезда КПСС.
Умер в Мариуполе в 2014 году.